# Bunte Kammmuschel
Die Bunte Kammmuschel (Mimachlamys varia) ist eine Muschel-Art aus der Familie der Kammmuscheln (Pectinidae).

## Merkmale
Die Gehäuse sind im Großen und Ganzen eiförmig, höher als breit; sie erreichen eine Höhe von etwa sieben Zentimeter. Die beiden Klappen sind etwa gleich stark gewölbt und somit gleichklappig. Der Wirbel ist spitz und etwas über den Dorsalrand vorragend. Vor und hinter dem Wirbel setzt jeweils ein Ohr an. Das vordere Ohr ist etwa zwei- bis dreimal so lang wie das hintere Ohr. Das vordere Ohr der rechten Klappe hat einen tiefen, gezähnelten Einschnitt für den Byssus. Das hintere Ohr ist schräg abgeschnitten, die Kante leicht konkav nach innen gebogen. Das Ligament liegt innen in einer dreieckigen Grube unterhalb des Wirbels. Das Schloss ist zahnlos. Es ist nur ein einziger, dafür sehr großer und annähernd zentraler Schließmuskel vorhanden.
Die Gehäuseoberfläche weist 25 bis 35 radiale Rippen auf. Die Rippen und auch die Ohren sind mit kleinen Schuppen oder Dornen besetzt. Die Schale ist vergleichsweise dünn, aber trotzdem recht fest. Sie ist grau, dunkel rotgrau bis rot oder braun, aber auch marmoriert und gescheckt.
Linke und rechte Klappe desselben Tieres:

Linke Klappe
Rechte Klappe

## Geographische Verbreitung und Lebensraum

Rechte Klappe aus dem Pliozän von Italien

Das Verbreitungsgebiet der Art erstreckt sich im östlichen Atlantik von Nordnorwegen bis zu den Kapverdischen Inseln. Sie kommt auch in der Nordsee und im Mittelmeer vor.
Sie kommt vom Flachwasser bis in etwa 1.350 Meter Wassertiefe vor. Sie ist mit dem Byssus an Hartsubstrat angeheftet oder lebt auch frei auf Sand und Schill.

## Taxonomie
Das Taxon wurde von Carl von Linné 1758 als Ostrea varia erstmals wissenschaftlich beschrieben. Die Art wird in der älteren Literatur meist in die Gattung Chlamys Röding, 1798 gestellt. Das World Register of Marine Species führt sie unter der Gattung Mimachlamys Iredale, 1929 auf. Diese Gattung wurde von Tom Iredale als Untergattung von Chlamys aufgestellt; Typusart ist Pecten asperrimus Lamarck, 1819 durch die Bestimmung des Autors.

## Belege

### Online
- Marine Bivalve Shells of the British Isles: Chlamys varia (Linnaeus, 1758) (Website des National Museum Wales, Department of Natural Sciences, Cardiff)